# Шунангер
Шунангер (горномар. Шунӓнгӹр) — деревня в Горномарийском районе Республики Марий Эл. Входит в состав Кузнецовского сельского поселения.

## Этимология
Название происходит от гидронима Шун и горномарийского ӓнгӹр «река». И. С. Галкин и О. П. Терентьева связывали гидроним Шун с финно-угорским шун, сюн «глина, ил». Однако в Карелии есть река Суна, притом что «глина» на карельском — savi. Наличие рек Шунь, Сунь, Шуньга, Суна свидетельствует о том, что гидроним финно-угорский.

## География
Находится в юго-западной части республики Марий Эл на расстоянии приблизительно 14 км на юго-восток от районного центра города Козьмодемьянск.

## История
Впервые выселок Шунангер (17 дворов) из деревни Большой Юльяльской упоминается в 1795 году. В 1859 году в околодке Шунангер было 35 дворов (193 человек); в 1897 году — 49 дворов (252 человека); в 1915 году — 55 дворов (57 домов) с населением в 298 человек. В 1919 году в деревне Шунангер было 58 дворов с населением в 310 человек; в 1923 — 52 двора; в 1925 году насчитывалось 308 человек, в том числе 3 русских. В 1929 году в ней было 63 двора (321 человек). В 1943 году в деревне насчитывалось 56 дворов с населением в 99 человек. В 2001 году здесь было отмечено 63 двора. В советское время работали колхозы «1 марта», «Родина», «Дружба» и позднее СПК"Кузнецовский".

## Население
Население составляло 162 человека (горные мари 96 %) в 2002 году, 134 в 2010.